# Korjàvino
Korjàvino (en rus: Коржавино) és un poble de l'óblast de Vladímir, a Rússia, segons el cens del 2012 tenia 56 habitants. Pertany al districte municipal de Múrom.